# Spiringen
Spiringen − miejscowość i gmina w Szwajcarii, w kantonie Uri.

## Demografia
W Spiringen mieszka 846 osób. W 2021 roku 1,8% populacji gminy stanowiły osoby urodzone poza Szwajcarią. 

## Współpraca
Miejscowość partnerska:
- Emmen, Lucerna

## Transport
Przez teren gminy przebiega droga główna nr 17.